# (35970) 1999 LE21
1999 LE21 (asteroide 35970) é um asteroide da cintura principal. Possui uma excentricidade de 0.14227460 e uma inclinação de 4.28553º.
Este asteroide foi descoberto no dia 9 de junho de 1999 por LINEAR em Socorro.